# Bulbophyllum foetidilabrum
Bulbophyllum foetidilabrum là một loài phong lan thuộc chi Bulbophyllum.